# Provincia de Lumbini
La provincia de Lumbini es una de las siete provincias establecidas por la nueva constitución de Nepal, que fue adoptada el 20 de septiembre de 2015. Limita con las provincias de Gandaki y Karnali al norte, Sudurpashchim al oeste y el estado indio de Uttar Pradesh al sur. La ciudad de Butwal fue declarada capital interina el 17 de enero de 2018.
Tiene un área de 22,288 km² y tenía una población de 4 499 272 habitantes según el censo de 2011.

## Subdivisiones administrativas
La provincia se divide en los siguientes distritos:
- Distrito de Arghakhanchi
- Distrito de Banke
- Distrito de Bardiya
- Distrito de Dang
- Distrito de Rukum
- Distrito de Gulmi
- Distrito de Kapilvastu
- Distrito de Parasi
- Distrito de Palpa
- Distrito de Pyuthan
- Distrito de Rolpa
- Distrito de Rupandehi

Los distritos son administrados por un comité de coordinación de distrito y un oficial de administración. Los distritos se subdividen en municipios y comunidades rurales (gaunpalikas). La provincia N.º 2 tiene cuatro ciudades sub metropolitanas, 32 municipios y 73 comunidades rurales.